# John Owen (poète)
Pour les articles homonymes, voir John Owen et Owen.
John Owen, dit Audoenus, né en 1564 et mort en 1622, est un poète d'origine galloise et d’œuvre latine. La vogue dont jouirent pendant plusieurs siècles ses Épigrammes en font, malgré le relatif oubli dont il est l'objet dans le monde francophone, un auteur majeur de la littérature épigrammatique de la Renaissance. On a dit de lui qu'il était « Martial ressuscité », le « Martial anglais » ou le « second Martial ».

## Biographie
Né dans le Caernarfon, il étudia à Oxford et tint une école à Monmouth, puis à Warwick (1594). Il perdit la faveur d'un riche parent pour avoir attaqué dans ses épigrammes l'Église romaine et vécut dans l'indigence.
On a de lui dix livres d'épigrammes, dans lesquelles il imite heureusement Martial (Leyde, 1628, Amsterdam, 1647, Paris, 1794) ; elles sont assez souvent spirituelles et piquantes, mais parfois licencieuses et pleines d'âpreté, surtout quand il censure le clergé romain : aussi ont elles été condamnées par l'Église romaine.
Voici le jugement qu'il porte lui-même de ses poésies :
Qui legis ista, tuam reprehendo, si mea laudas

Omnia, stultitiam ; si nihil, invidiam.
« Lecteur, si vous approuvez tout, J'ai pitié de votre folie ; Et si rien n'est de votre goût, Je vous accuserai d'envie. »
Elles ont été en partie traduites en vers français par Kérivalant et autres ; on a publié le recueil de ces imitations à Lyon (1819).